# Unstad
Unstad est un village ou localité de la kommune de Vestvågøy, dans le comté de Nordland en Norvège, et compte 19 habitants (recensement de 2015).

## Géographie
Unstad se situe sur une bande côtière appelée localement « Yttersida » et se trouve au pied de la montagne Unstadvika et est entouré d'une chaîne de montagnes à hauteur de 300 à 650 mètres.

## Tourisme
La plage de sable d'Unstad est un site connu et prisé des surfeurs du monde entier et fait l'objet de nombreux reportages de presse et télévisés. La populaire compétition norvégienne de surf « Lofoten Masters » a eu lieu en 2016 sur la plage d'Unstad.

## Quelques vues de Unstad

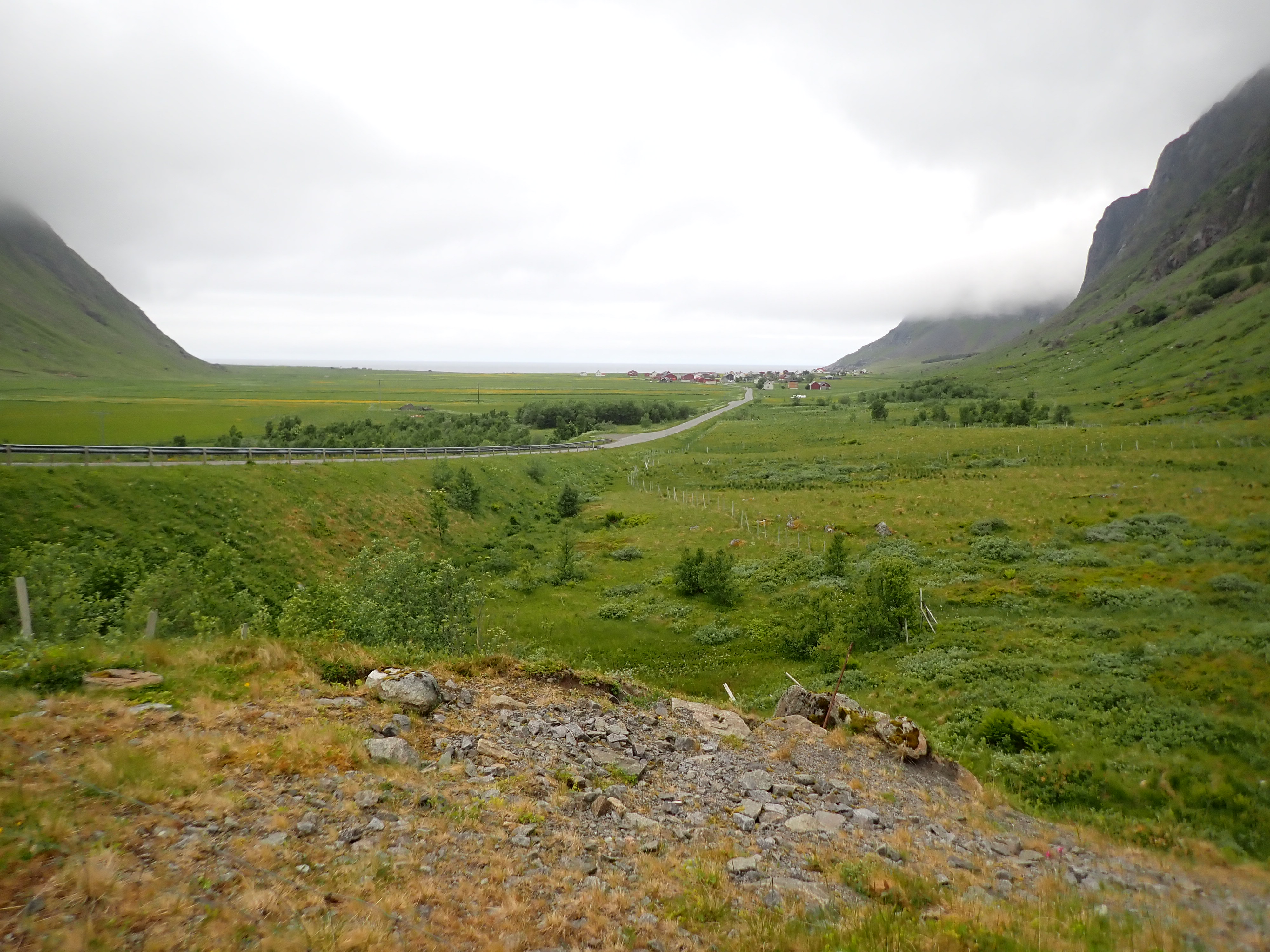
Vue de la vallée de Unstad
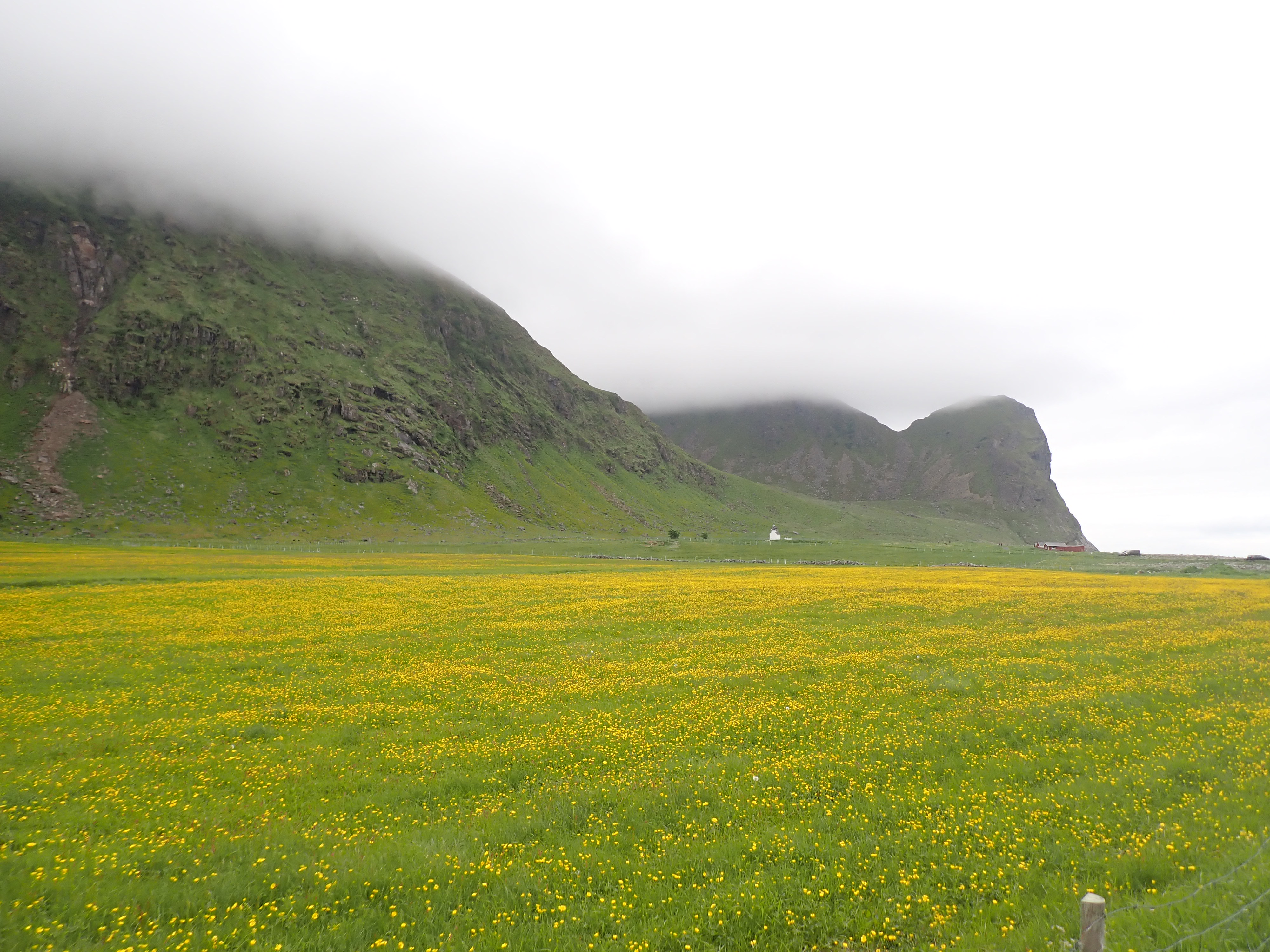
Prairies en juin
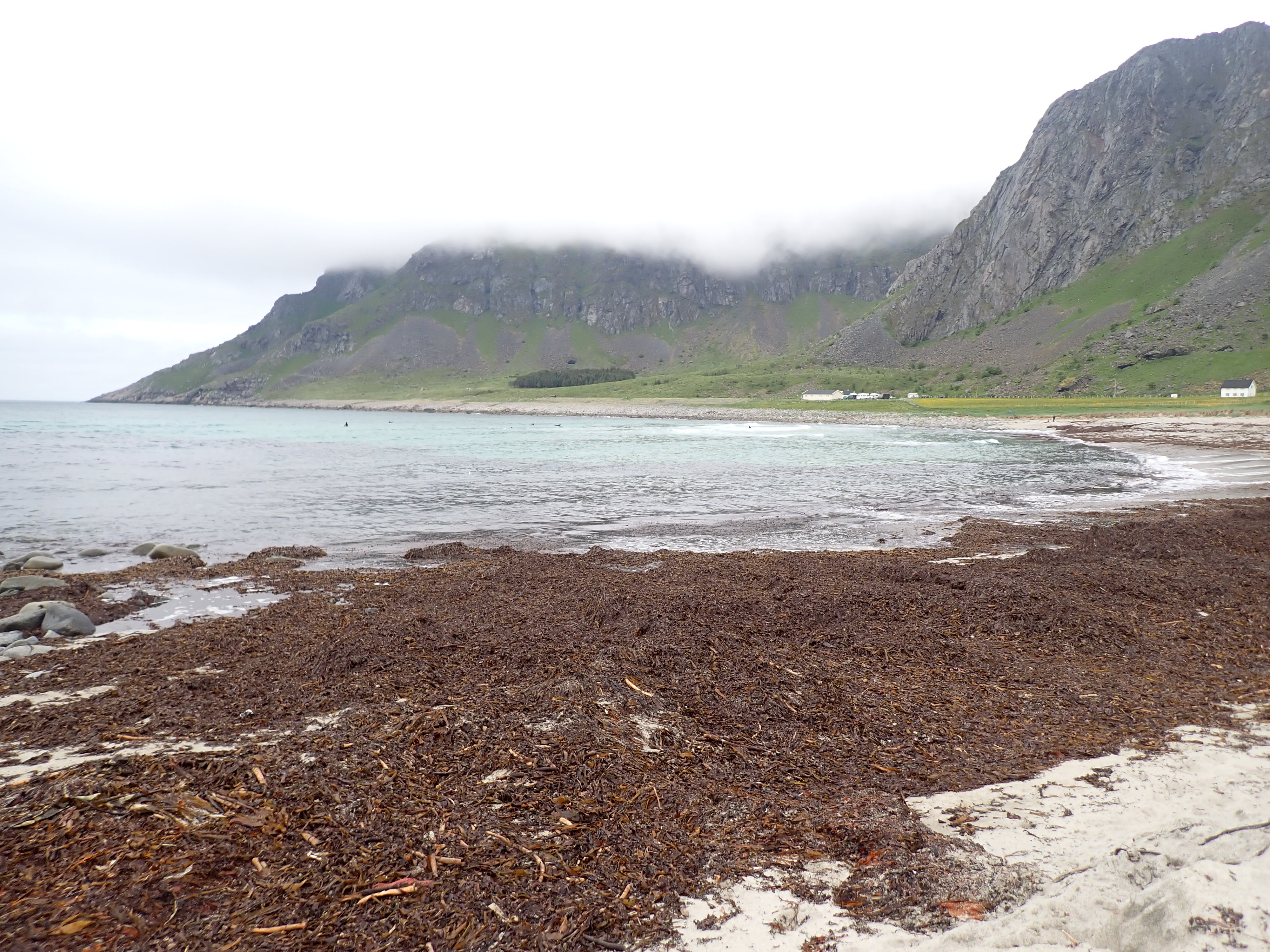
Plage sur Unnstadvika
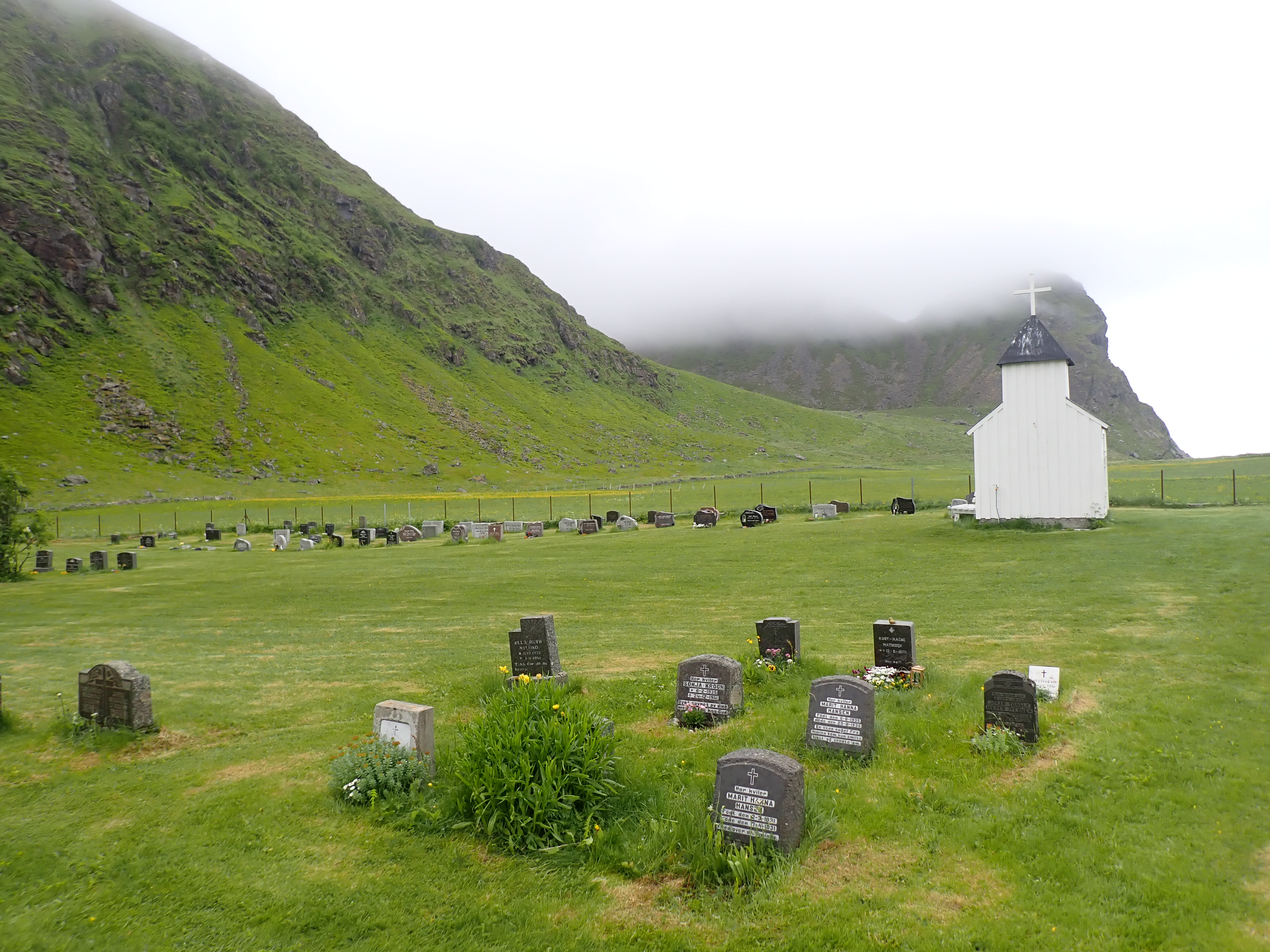
Cimetière d'Unstad